# طوني راند
طوني راند (بالإنجليزية: Tony Rand)‏ هو محامي وسياسي أمريكي، ولد في 1 سبتمبر 1939 في الولايات المتحدة. حزبياً، نشط في الحزب الديمقراطي. وقد انتخب عضو مجلس ولاية كارولاينا الشمالية (1981 – 1988) وانتخب عضو مجلس ولاية كارولاينا الشمالية (1995 – ).